# Fusaea peruviana
Fusaea peruviana R.E.Fr. – gatunek rośliny z rodziny flaszowcowatych (Annonaceae Juss.). Występuje naturalnie w Peru, Ekwadorze, Kolumbii oraz Brazylii (w stanie Amazonas). 

## Morfologia
PokrójZimozielone drzewo dorastające do 12 m wysokości. Gałęzie są owłosione.
LiścieMają podłużnie lancetowaty kształt. Mierzą 16–30 cm długości oraz 4–8 cm szerokości. Nasada liścia jest rozwarta. Blaszka liściowa jest całobrzega o spiczastym wierzchołku. Ogonek liściowy jest owłosiony.
KwiatySą pojedyncze lub zebrane w pary, rozwijają się w kątach pędów. Działki kielicha mają owalny kształt. Płatki mają podłużnie odwrotnie jajowaty kształt i osiągają do 10–35 mm długości.